# Myripristis randalli
Myripristis randalli — вид бериксоподібних риб родини Голоцентрові (Holocentridae).

## Опис
Тіло завдовжки до 19,5 см.

## Поширення
Зустрічається на півдні Тихого океану біля островів Тонга, Самоа, Піткерн. Морський вид, асоційований з рифами. Мешкає на глибині 15-54 м.